# Daniel Vidart
Daniel Darío Vidart Bartzabal (Paysandú, 7 d'octubre de 1920–Fortí de Santa Rosa, 14 de maig de 2019) va ser un antropòleg i escriptor uruguaià.

## Biografia
Va estudiar Dret a la Universitat de la República entre el 1940 i el 1945 i va escriure la seva dissertaciäo a la Universitat Nacional de Colòmbia, de la qual es va graduar el 1984.
Entre el 1952 i 1958 va ser vicepresident del SODRE.
Des del 1962 va ser director del Centre d'Estudis Antropològics Dr. Paul Rivet, a més d'expert de la UNESCO en Recerca Sociocultural i Conseller Regional d'Educació Ambiental per a l'Amèrica Llatina i el Carib.
El 1972 i el 1973 va ser professor d'Antropologia cultural a la Universitat de Xile.
El 2009 va esdevenir membre numerari de l'Acadèmia Nacional de Lletres de l'Uruguai.
Entre el 2013 i el 2014 es van iniciar converses perquè la seva biblioteca personal fos donada en herència a la Intendència de Canelones, amb l'objectiu de crear la Biblioteca Daniel Vidart, a Fortí de Santa Rosa, al Departament de Canelones. Malgrat tot, va morir abans que es poguessin concretar tots els detalls de la donació, per la qual cosa l'espai mai es va realitzar.
Actualment, el Centre de Documentació Daniel Vidart, a la ciutat de Paysandú, acull una part considerable de la biblioteca i altres elements personals de la seva trajectòria professional.

## Premis i reconeixements
- 1996, Premi Morosoli
- 1996, Premi Bartolomé Hidalgo
- 2000, Premi Morosoli d'Or.[3]
- 2007, Vidart i el seu col·lega i amic Renzo Pi Hugarte són declarats Ciutadans Il·lustres de Montevideo.[6]
- 2013, Vidart rep un doctorat honoris causa de la Universitat de la República.[7]
- 2015, Correu Uruguaià emet un segell amb l'efígie de Vidart.[8]
- 2018, Gran Premi Nacional a la Labor Intel·lectual.[9][10]